# Objetivo descentrable

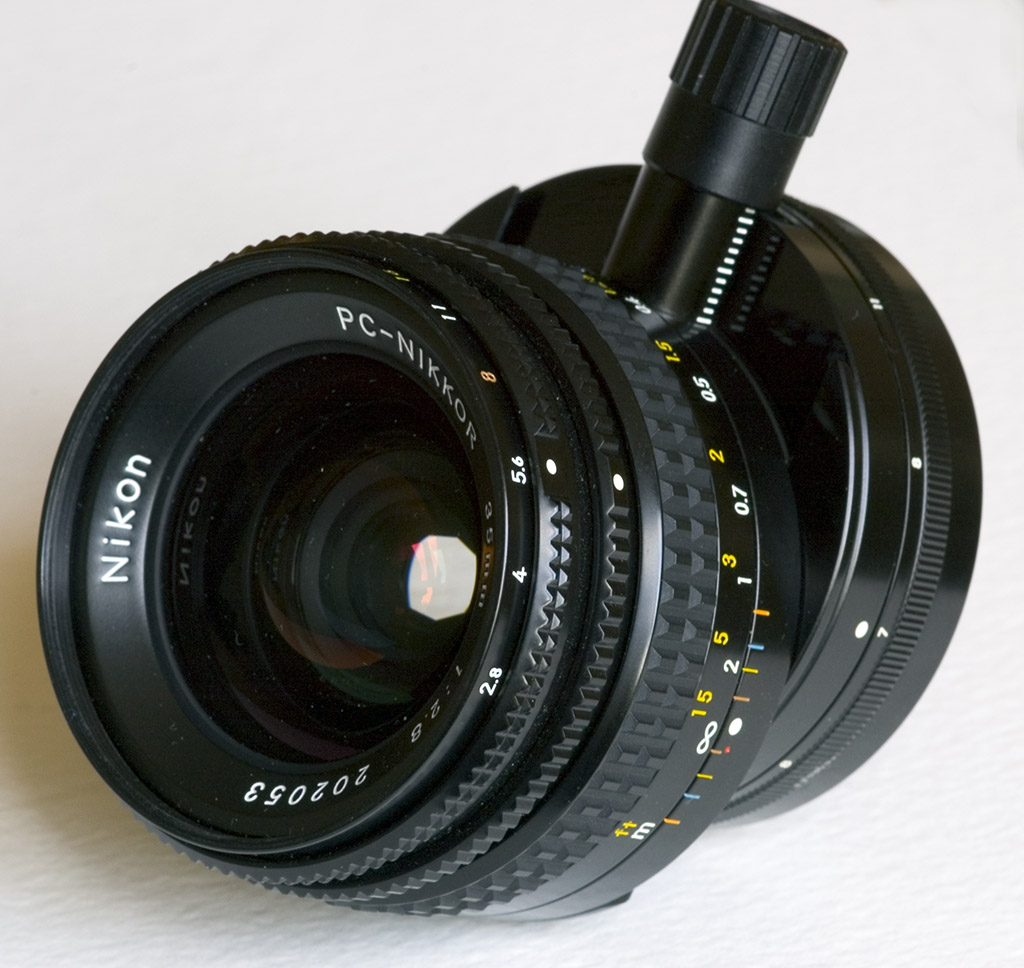
Un objetivo descentrable Nikkor 35 mm f/2.8

Un objetivo o lente descentrable, también conocido por su nombre en inglés, tilt-shift ('inclinación y desplazamiento') es un objetivo fotográfico que permite controlar la perspectiva y la profundidad de campo de una imagen. Esto es gracias a una montura provista de tornillos que permite los dos movimientos que caracterizan la lente tilt-shift: descentrar el objetivo vertical u horizontalmente, y bascular su ángulo. También son llamados objetivos CP ('control de perspectiva') y se clasifican como grandes angulares (28-35 mm).
Este objetivo fue creado para superar el problema de las verticales convergentes en la fotografía de edificios. Su principal función es, por lo tanto, «verticalizar» los ángulos de los edificios, fachadas y esquinas, pero no es la única. En interiores, se usa para fotografiar espejos y otros objetos reflectores y que la cámara no aparezca reflejada. Otra forma creativa de usar esta lente es la de exagerar el tilt (la inclinación) hasta discriminar la profundidad de campo en una breve línea de la imagen, de manera que el paisaje parece de juguete. Esto es conocido como tilt-shift effect.